# Wulmstorf (Thedinghausen)
Wulmstorf ist ein Ortsteil der Gemeinde Thedinghausen in der Samtgemeinde Thedinghausen im niedersächsischen Landkreis Verden.

## Geografie

### Lage
Wulmstorf liegt im östlichen Bereich der Gemeinde Thedinghausen, 3 km südöstlich vom Kernort Thedinghausen entfernt.

### Flüsse
Die Weser fließt östlich in 3 km Entfernung.

### Nachbardörfer
Nachbardörfer sind – von Norden aus im Uhrzeigersinn – Morsum, Intschede, Blender, Hiddestorf, Kuhlenkamp und Beppen.

## Geschichte
Die erste urkundliche Erwähnung Wulmstorfs erfolgte 1200 als „Vulmestorpe“, wobei Kuhlenkamp 1511, Wackershausen 1703 und Neu-Wulmstorf 1801 urkundlich erwähnt wurden. Auch Wulmstorf besaß, bedingt durch die fruchtbaren Niederungen der Weser und das gute Ackerland am Rand der Talsandterrasse, im 16. und 17. Jahrhundert zwei Güter. Um 1800 kamen zu den Gütern die Halbmeierhöfe und Handkötner dazu.
Bis 1852 gehörten Morsum, Beppen und Wulmstorf zum Amt Westen-Thedinghausen und ab 1864 zum Amt Verden. Ahsen-Oetzen wird durch den Friedensvertrag von Celle 1679/81 zusammen mit den übrigen Ortschaften des Amtes Thedinghausen braunschweigisch. Ab 1. Januar 1966 gehörte der Ort zur ehemaligen „kleinen Samtgemeinde Thedinghausen“. Durch das Gesetz über die Neugliederung der Gemeinden im Raum Verden wurden am 1. Juli 1972 die Gemeinden Ahsen-Oetzen, Morsum, Beppen und Wulmstorf zur neuen Gemeinde Morsum zusammengeschlossen. Seit dem 1. November 2006 bildet Morsum mit Thedinghausen die neue vergrößerte Gemeinde Thedinghausen. Seitdem ist Wulmstorf eines von 13 Ortsteilen der Gemeinde Thedinghausen.
Im Kreiswettbewerb "Unser Dorf hat Zukunft" belegte Wulmstorf im Jahr 2008 den 3. Platz.

## Infrastruktur

### Hilfsorganisationen
Die Freiwillige Feuerwehr Wulmstorf sorgt für den Brandschutz und die allgemeine Hilfe in diesem Ort.

### Straßenverkehr
Wulmstorf liegt an der Landesstraße 203, die von Thedinghausen nach Verden (Aller) verläuft und bei Groß Hutbergen die Weser überquert.
Ansonsten liegt Wulmstorf fernab des großen Verkehrs. Die Bundesautobahn 27 verläuft 8 km entfernt nordöstlich. Die von Rotenburg (Wümme) über Verden (Aller) und Nienburg (Weser) nach Minden führende Bundesstraße 215 verläuft östlich, 8 km entfernt.

### Vereine
- Brieftaubenzuchtverein Weserbote, Blender-Wulmstorf
- Dorfverein Wulmstorf e. V.
- ErnteClub Wulmstorf (ECW)
- Kriegerverein Wulmstorf
- Schützenverein Wulmstorf e. V.
- Theatergruppe Wulmstorf

## Sehenswürdigkeiten

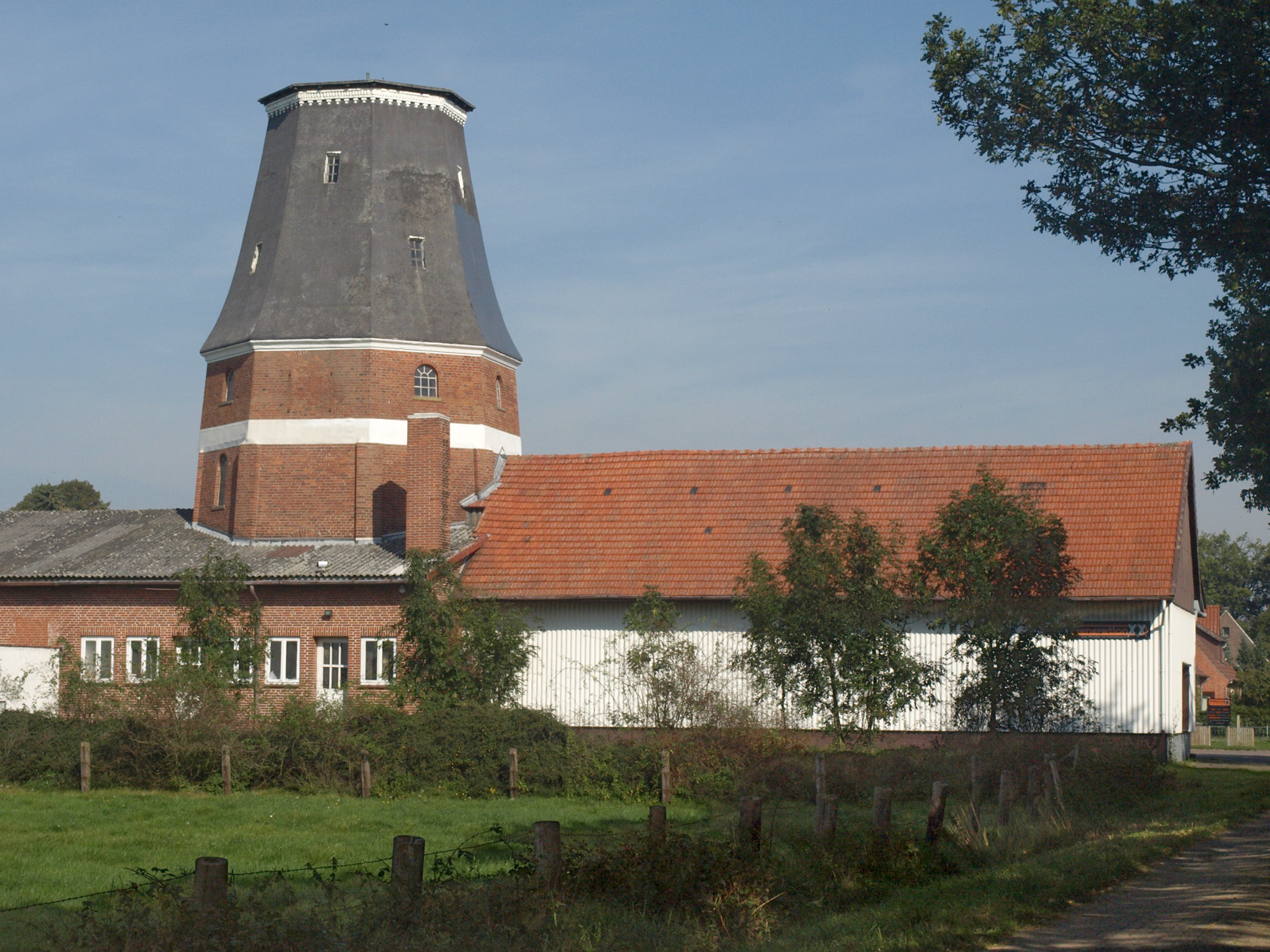
Die ehemalige Windmühle im Jahr 2011

Die Kapelle mit Glockenturm, das Denkmal, die Mühle, ein Kinderspielplatz, eine Birnenallee und alte Fußwege stellen die Sehenswürdigkeiten des Ortes dar.

## Söhne und Töchter der Gemeinde
- Ilsemarie Meyer (* 1953), Juristin und Präsidentin des Oberverwaltungsgerichts der Freien Hansestadt Bremen
- Dietrich Heinrich Ludwig von Ompteda (* 1746; † 1803), deutscher Staatsrechtler und kurbraunschweigischer Minister
- Ludwig Karl Georg von Ompteda (* 1767; † 1854 in Celle), hannoverischer Minister